# Unteregg
Unteregg är en kommun och ort i Landkreis Unterallgäu i Regierungsbezirk Schwaben i förbundslandet Bayern i Tyskland.
Kommunen ingår i kommunalförbundet Dirlewang tillsammans med köpingen Dirlewang och kommunerna Apfeltrach och Stetten.